# Triprion petasatus
Triprion petasatus es una especie de anfibio anuro de la familia Hylidae. Es nativo del norte de América Central. De tamaño mediano, tienen una longitud hocico cloaca de 5.5 cm en machos y 7 cm en hembras. Es de color variado, puede ser café, verde olivo o gris, con machas y reticulaciones. La punta de la nariz y los labios son aplanados en forma de pala. Es de hábitos terrestre y arborícola. Durante el día, busca refugio en lo más profundo de las hendiduras de los árboles y rocas. Utiliza su cabeza para tapar los huecos de los árboles donde se refugia, se piensa que funciona como una medida de protección contra sus depredadores(fragmosis) y para retener el agua durante la época de seca.Se reproduce durante la estación lluviosa en cuerpos de agua temporales o permanentes.

## Distribución y hábitat
Se distribuye a lo largo de la Península de Yucatán y en el Lago de Yojoa al noroeste de Honduras. Su hábitat natural se compone de sabana y bosque semicaduco. También habita en jardines con piscinas o estanques y otros ambientes antropogénicos. Su distribución altitudinal oscila entre 0 y 740 m s. n. m..